# هاروی چارترز
هاروی چارترز (انگلیسی: Harvey Charters; ۸ مهٔ ۱۹۱۲ – ۱۷ ژوئیهٔ ۱۹۹۵) قایقران کانو اهل کانادا بود.